# Давід Грнчар
Давид Грнчар (словац. David Hrnčár, 10 грудня 1997, Жиліна) — словацький футболіст, півзахисник клубу «Слован» (Братислава). Його батько Норберт та дід Вільям також грали у футбол за «Слован».

## Клубна кар'єра
Вихованець братиславського «Слована», звідки їздив в оренду спочатку до братиславського «Інтера», а потім до команди «Карлова Вес» з Братислави, але на дорослому рівні не грав.
З сезону 2015/16 виступав за резервну команду «Слована». У березні 2017 року також відправлявся в «Жиліну», в якій теж виступав за резервну команду у Другій лізі. 2017 року дублери «Слована» вилетіли до третього дивізіону і Грнчар там у сезоні 2017/18 забив 38 м'ячів і став найкращим бомбардиром третьої словацької ліги, а в наступному сезоні до кінця 2018 року забив ще 20 голів.
Дебютував за першу команду у 3-му турі чемпіонату сезону 2018/19, зіграному 5 серпня 2018 року проти «Земпліна» (2:1), коли на 86-й хвилині замінив Кенана Байрича. Цей матч так і залишився єдиним за рідну команду на той момент.
У зимове трансферне вікно сезону 2018/19 Грнчар перейшов до клубу «Погроньє», що грав у другому дивізіоні. Свій перший матч у чемпіонаті за новий клуб провів проти «Славоя» (1:0), провівши на полі 59 хвилин, а перший гол забив 3 травня 2019 року в грі проти «Локомотива» (Кошице), коли на 85-й хвилині встановив остаточний рахунок гри — 4:0. Загалом до кінця сезону він зіграв за клуб 9 ігор і забив 2 голи, допомігши команді вперше в історії вийти до вищого дивізіону. Там наступного сезону Давід забив свій дебютний гол у вищому дивізіоні в гостьовій грі проти «Спартака» з Трнави. На 37-й хвилині він зробив рахунок 2:0, але в підсумку суперник переломив від гри і команда Грнчара поступилась 2:3.
У січні 2020 року Грнчар перейшов до клубу ВіОн (Злате Моравце) і у весняній частині сезону зіграв за команду 8 ігор, відзначившись двома гольовими передачами, а у першій частині наступного сезону 2020/21 на його рахунку було 5 голів і 7 результативних передач. В результаті у зимове трансферне вікно 2020/21 після вдалої осені у нього були пропозиції з-за кордону, але в підсумку Давід віддав перевагу рідному «Словану» і підписав з ним контракт на три з половиною роки, втім до кінця сезону продовжив виступати за ВіОн, забивши ще 2 голи у 15 іграх чемпіонату.
Приєднавшись влітку 2021 року до «Слована», у сезоні 2021/22 він допоміг своєму рідному клубу здобути четвертий титул чемпіона Словаччини поспіль, завдяки чому «Слован» став першим клубом в історії словацького футболу, який зумів досягти такого результату.

## Досягнення
- Чемпіон Словаччини: 2021/22